# Torrimpietra
Torrimpietra is een plaats (frazione) in de Italiaanse gemeente Fiumicino.